# Фэрли, Гордон
Гордон Фэрли (англ. Gordon Farley; род. 11 июня 1945, Пембери, Великобритания) — британский мототриалист, вице-чемпион мира по мототриалу 1970 года, 2-кратный чемпион Великобритании по мототриалу (1970, 1971).

## Спортивная карьера
Первоначально Фэрли занимался шоссейными мотогонками, но вскоре перешёл в мототриал, поскольку триал обходился значительно дешевле. Когда ему было 13 лет, Фэрли обзавёлся первым триальным мотоциклом, Francis Barnett с объёмом двигателя 197 см³, а двумя годами позже пересел на 
Triumph Tiger Cub. На Triumph Фэрли впервые поднялся на подиум триального заезда — в 1961 году на локальном соревновании дебютантов Sunbeam Novice Trial. Уже на следующем локальном триале, Wickham Harvest, он занял 2-е место. Примерно в то же время он познакомился с бизнесменом Джоком Хичкоком, который впоследствии спонсировал выступления Фэрли, в том числе первую поездку последнего на международный триал во Францию.
В 1964 году Фэрли получил от Генри Вейла, спортивного менеджера Triumph, предложение выступать за заводскую команду. В процессе выступлений Фэрли обнаружил, что мотоцикл Triumph Cub имеет ряд ограничений, связанных с тем, что он разработан на базе дорожной модели Triumph Terrier. В честности, у Cub была недостаточно эффективная система передач. При участии Фэрли была разработана улучшенная модель для испытаний — Comerfords Cub.
В 1967 году Фэрли перешёл в Greeves и блестяще дебютировал в Чемпионате Европы, выиграв первый же свой триал (правда, ещё на Triumph). В 1969-м он перешёл в Montesa. Причём Montesa ждала его больше года, поскольку предложение было сделано в самом начале 12-месячного контракта с Greeves. Пика своей карьеры Фэрли достиг в 1970 году, когда выиграл Чемпионат Великобритании и стал вице-чемпионом Европы (то есть чемпионата, который через несколько лет получит статус чемпионата мира). В 1971 году Фэрли повторил британский успех. На фоне этих успехов Фэрли «перекупила» компания Suzuki.
Suzuki только начинала свой путь в триале, и компании был нужен не только хороший пилот, но и человек, умеющий совмещать способности пилота и инженера. Но до конца 1973 года у Фэрли был контракт с Montesa, поэтому он совмещал выступления на Montesa и инженерную работу в Suzuki. Это привело к постепенному падению результатов, кроме того, в 1972 году Фэрли открыл собственный бизнес по продаже мотоциклов. В 1974 году он провёл несколько триалов на Suzuki в рамках Чемпионата Европы, не добился никаких успехов и принял решение завершить карьеру.
В триалах, не входящих в зачём Чемпионата мира, он выступал до 1978 года. Последним его триалом стал Six Days of Scotland 1978 года, он занял там 45-е место. Сегодня Фэрли по-прежнему ведёт свой мотоциклетный бизнес.

## Результаты выступлений в Чемпионате Европы (мира) по мототриалу
| Год  | Мотоцикл | 1     | 2     | 3      | 4      | 5      | 6     | 7      | 8     | 9      | 10     | 11  | 12  | 13  | Место | Очки    |
| ---- | -------- | ----- | ----- | ------ | ------ | ------ | ----- | ------ | ----- | ------ | ------ | --- | --- | --- | ----- | ------- |
| 1967 | Triumph  | SUI   | BEL   | GER    | FRA 1  |        |       |        |       |        |        |     |     |     | 8     | 25      |
| 1968 | Greeves  | SUI   | GER   | BEL 3  | FRA 2  | GBR 3  |       |        |       |        |        |     |     |     | 4     | 14      |
| 1969 | Montesa  | SUI   | FRA   | GER    | BEL 7  | GBR 3  | SWE 5 |        |       |        |        |     |     |     | 9     | 20      |
| 1970 | Montesa  | GER 1 | FRA 3 | GBR 5  | BEL 6  | IRL 11 | ESP 4 | FIN 2  | SWE 3 | POL 1  |        |     |     |     | 2     | 62 (81) |
| 1971 | Montesa  | GER 4 | GBR 3 | BEL 3  | IRL 1  | FRA 11 | ESP 4 | SUI 3  | FIN   | SWE    |        |     |     |     | 3     | 53 (61) |
| 1972 | Montesa  | BEL 3 | IRL 3 | FRA 3  | ESP    | GBR 5  | GER 4 | ITA    | FIN   | SWE    | SUI    |     |     |     | 4     | 44      |
| 1973 | Montesa  | IRL 9 | BEL 4 | ESP 25 | FRA    | POL    | ITA   | FIN 12 | SWE 4 | SUI 5  | GER 9  |     |     |     | 10    | 26      |
| 1974 | Suzuki   | USA 6 | IRL   | BEL 35 | ESP 39 | GBR 21 | FRA   | ITA 19 | POL   | GER 19 | FIN 22 | SWE | CZE | SUI | 18    | 5       |